# Haplopelma robustum
Haplopelma robustum är en spindelart som beskrevs av Embrik Strand 1907. Haplopelma robustum ingår i släktet Haplopelma och familjen fågelspindlar.
Artens utbredningsområde är Singapore. Inga underarter finns listade i Catalogue of Life.